# Амфісбена (міфологія)

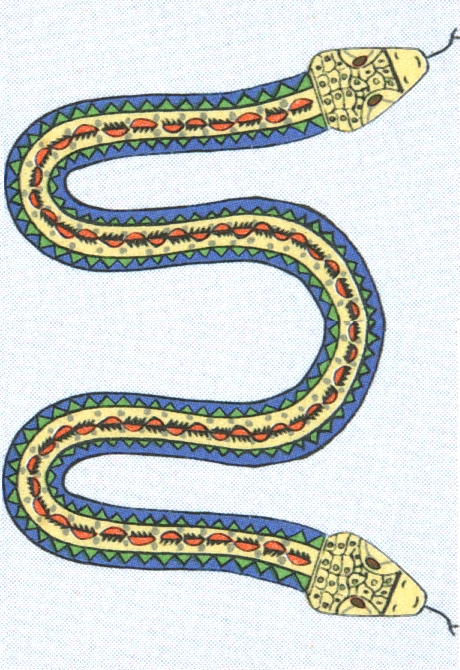
Сучасне зображення амфісбени за зразком середньовічних ілюстрацій

Амфісбе́на — міфічна двоголова змія, відома з праць античних авторів і середньовічних бестіаріїв. Описується як змія з головами по обидва кінці тіла.

## Варіанти назви
1. Amfivena — варіант написання назви амфісбени латиницею
2. Amphisbaena — варіант написання назви амфісбени латиницею
3. Anphivena — варіант написання назви амфісбен латиницею
4. Fenmine — варіант написання назви амфісбен латиницею

По-грецьки «амфісбена» означає «та, що рухається в двох напрямках».

## Опис
У античній «Фарсалі» перераховуються справжні і вигадані змії, яких воїни Катона зустріли в африканських пустелях у I ст. до н. е. Зокрема є парка, що «рухається сторч, як посох», якул, що летить по повітрю, як стріла, і громіздка амфісбена з двома головами по обидва кінці тіла. Подібно описує її Пліній Старший, додаючи: «… немов однієї голови їй мало, щоб викинути свою отруту».
За твердженнями античних авторів, амфісбена харчується мурахами. Якщо змію розрізати на дві частини, то вони з'єднаються.
«Скарбниця» Брунетто Латіні менш сентенційна і більш докладна: «амфісбена — це змія з двома головами, одна на звичайному місці, інша на хвості; обома вона може вжалити, рухається швидко, і очі в неї горять, як свічки». У XVII столітті сер Томас Браун, переконаний, що не буває тварини, у якої немає верхньої та нижньої частини, зпереду і ззаду, лівого і правого боку, заперечував існування амфісбени, у якій обидва кінці передні. На Антильських островах і в деяких регіонах Америки згадувалася схожа істота, в просторіччі звана «туди-сюди», «двоголова змія» і «мурахова мати».
Цілющі властивості амфісбени та незвичайний спосіб її пересування були прославлені ще Плінієм (1: с.7).: «Ящір з двома головами (по обох кінцях тіла розміщеними), звідки і назва, що означає по-грецьки „в обидві сторони“, бо амфісбена, одною пащею за іншу вчепившись, як колесо дуже швидко котитися може, в яку тільки сторону забажає» (49: с.277). Однак, пише Лукан (Pharsalia, ix.719): «і падає амфісбена, намагаючись рухатися в сторону кожної з голів» …
Також відомо, що вона не боїться холоду. Причому, якщо вірити Ісидору Севільському (Etymologies, Book 12, 4:20), амфісбена— «єдина з усіх змій, що без страху на холод виходить».

## Символіка амфісбени
Зображення амфісбени, яка кусає власний хвіст, близькі до зображень уробороса — символа нескінченності, гармонії протилежностей. В геральдиці амфісбена має риси інших тварин: крила, лапи, хижу звірину голову. Амфісбеновими називаються геральдичні тварини, на хвіст яких поміщається додаткова голова.

## Галерея

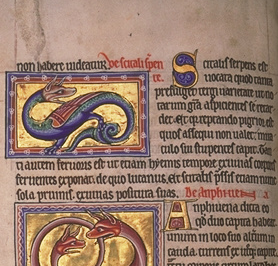
Мініатюра з Абердинського бестіарія:вгорі сціталіс, внизу амфісбена
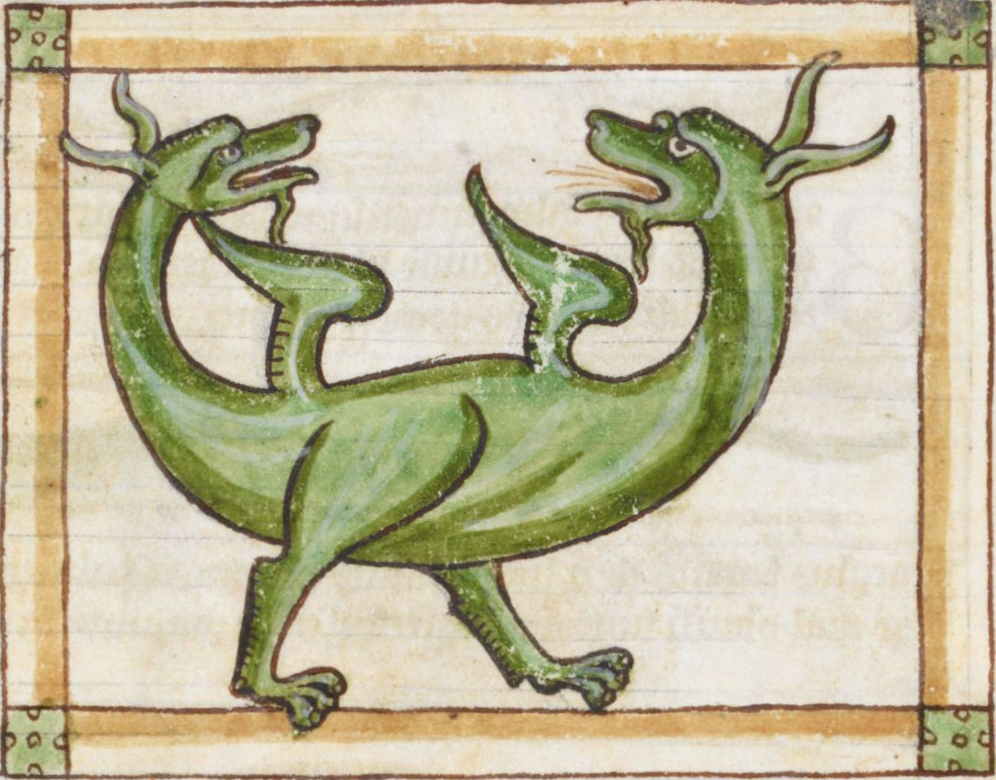
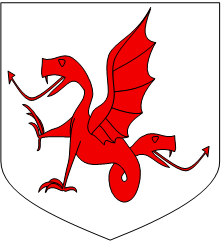
Герб з зображенням амфісбени
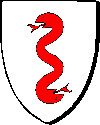
Ще один герб з зображенням амфісбени
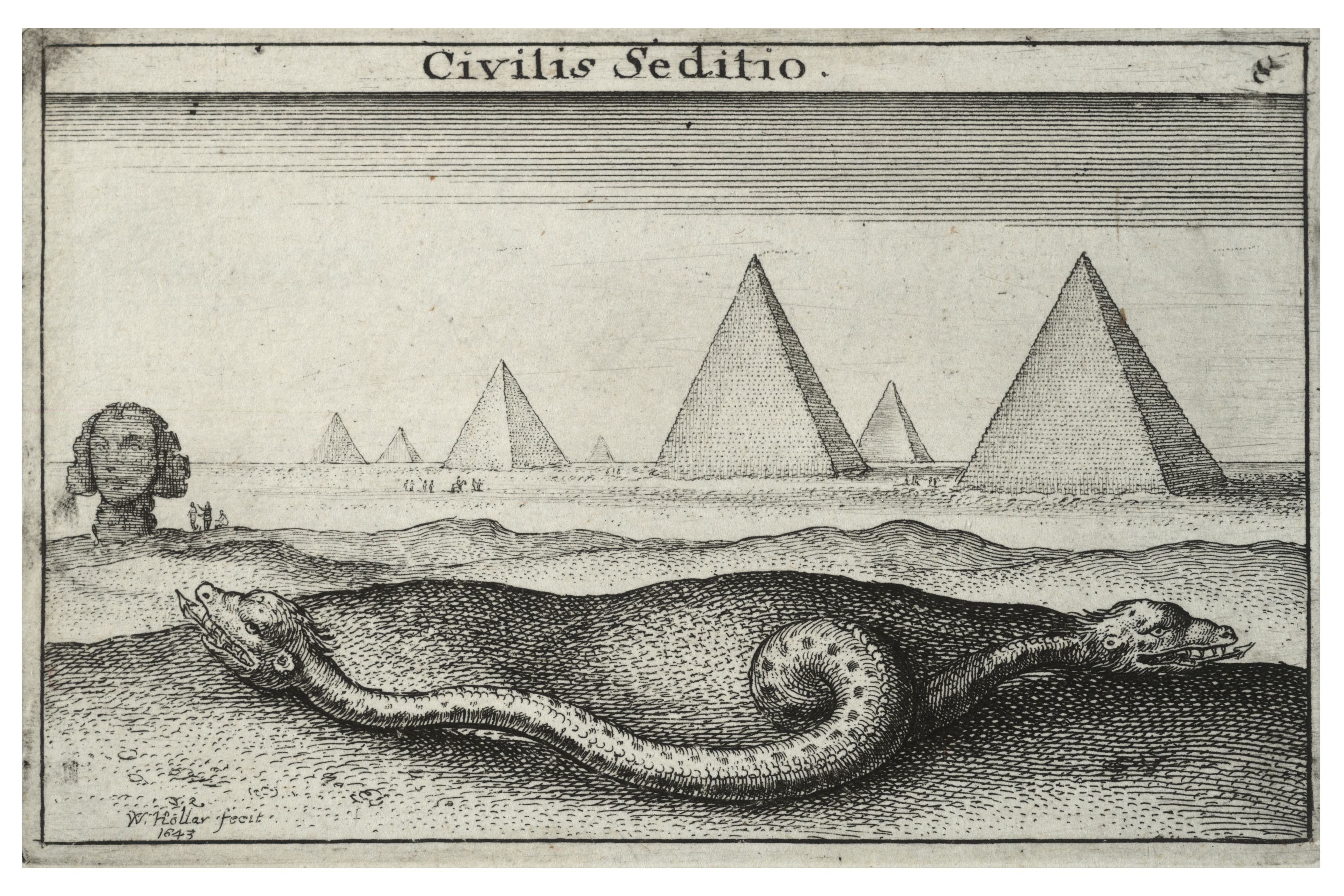
Амфісбена з пустелі Єгипту
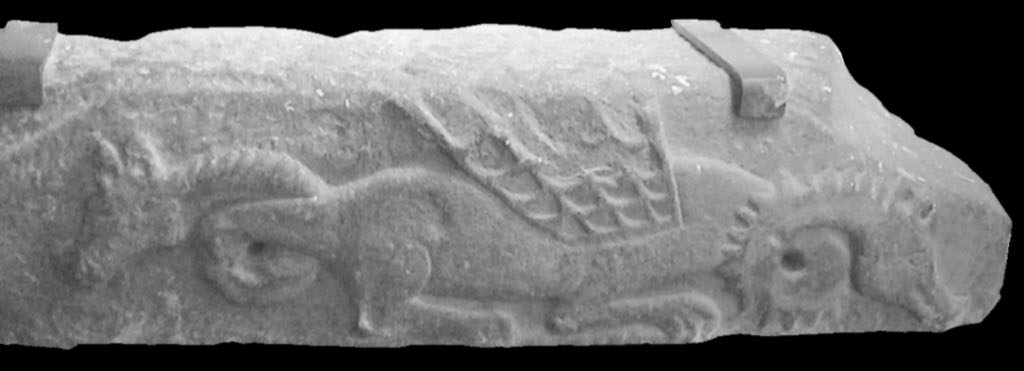
Драконоподібна амфісбена

## Онлайн джерела
1. The Medieval Bestiary (en) [Архівовано 17 березня 2004 у Wayback Machine.]
2. The Aberdeen Bestiary (en)
3. Амфісфбена на сайті «Бестіарій» [Архівовано 25 листопада 2016 у Wayback Machine.]